# روی هارپر

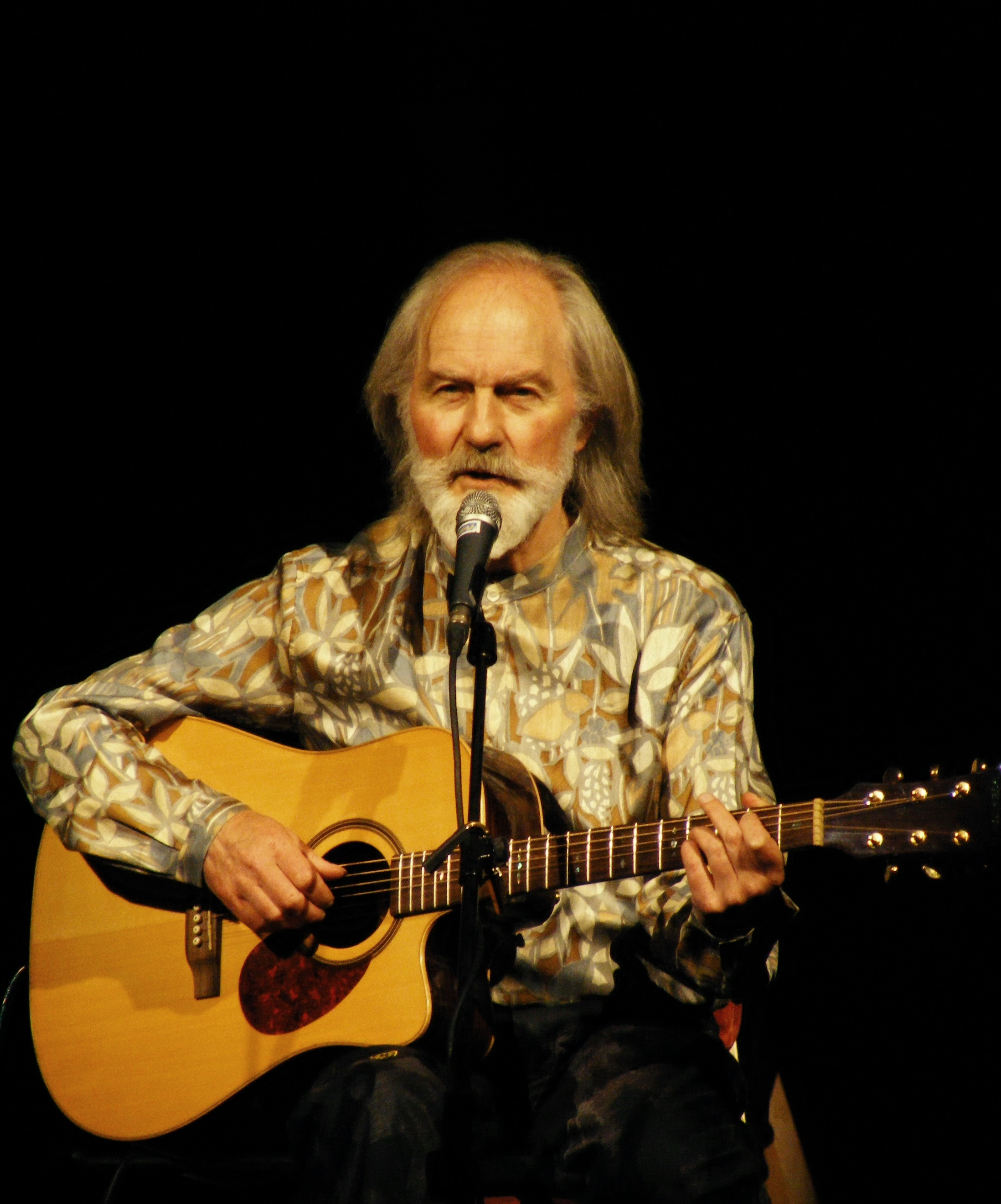
نگارهٔ روری هارپر، نویسنده و فعال مدنی – ۲۰۱۰

روری هارپر (زادهٔ ۱۹۵۰) نویسندهٔ داستان‌های علمی اهل آمریکا و فعال مدنی است. او در کالج ایستگاه تگزاس زندگی می‌کند.

## زندگی و شغل
وی در باومونت، تگزاس به دنیا آمد و در دانشگاه هیوستون مشغول به تحصیل شد، اما فارغ‌التحصیل نشد. وی یکی از بنیانگذاران مرکز بحران مواد مخدر در ورودی هوستون بود، جایی که وی با دیوید اف دونکن پیشگام در زمینه کاهش آسیب کار کرد.
وی در بسیاری از مجلات علمی تخیلی، داستان‌های علمی تخیلی و داستان‌های کوتاه ترسناک منتشر کرده‌است که برخی از آنها با عنوان گلچین شناخته شده‌است. یکی از رمانهای او با نام Petrogypsies توسط بین بوکس در سال ۱۹۸۹ منتشر شد و از آن زمان به یک رمان مکتبی در مناطق نفتی تگزاس و در اطراف آن بدل شده‌است. دارک استار در دسامبر ۲۰۰۹ یک نسخه جدید شومیز تجاری منتشر شده از Petrogypsies را منتشر کرد و قصد دارد این سری را با دو جلد دیگر در سال ۲۰۱۰ و ۲۰۱۱ ادامه دهد.

## کتابشناسی

### رمان‌ها
- Petrogypsies][۱] (بین بوکس در ۱۹۸۹؛ دارک استار بوکس ۲۰۰۹) (شابک ‎۹۷۸-۰-۹۸۱۹۸۶۶-۱-۶)

### داستان کوتاه
- روانی-ستاره (آسیموف، مارس ۱۹۸۰)
- ام ام- جادو (کتاب فانتزی، دسامبر ۱۹۸۱)
- وظیفه امپراتوری (داستانهای شگفت‌انگیز، سپتامبر ۱۹۸۳)
- پتروژیپ‌ها (مرزهای دور، جلد دوم، آوریل ۱۹۸۵)
- زادآوری (Aboriginal SF، دسامبر ۱۹۸۶)
- غواصی در رودخانه لنث (داستان‌های شگفت‌انگیز، ژانویه ۱۹۸۷)
- تریا (مجله داستانهای فانتزی و علمی، فوریه ۱۹۸۸)
- هیولا، پاره کردن صورت من (Asimov، مه ۱۹۸۹؛ بهترین فانتزی و وحشت سال: مجموعه سالانه سوم، ۱۹۹۰)
- گلوله‌های خدا (نوامبر ۱۹۹۰)
- Do Me Good (پالفوس، سپتامبر ۱۹۹۳)
- دستهای لئوناردو، با استیون گولد (اوت 2005) (در دسترس آنلاین)
- مداخله درمانی (The Living Dead 2، ed. جان جوزف آدامز، ۲۰۱۰)